# HD106112
HD106112 — хімічно пекулярна зоря спектрального класу A4, що має видиму зоряну величину в смузі V приблизно  5,1.
Вона  розташована на відстані близько 109,8 світлових років від Сонця.

## Фізичні характеристики
Зоря HD106112 обертається 
досить швидко 
навколо своєї осі. Проєкція її екваторіальної швидкості на промінь зору становить  Vsin(i)= 89км/сек.
Телескоп Гіппаркос зареєстрував фотометричну змінність  даної зорі з періодом    1,27 доби в межах від  Hmin= 5,25 до  Hmax= 5,21.